# Любляна
Лайбах пренасочва насам.  За рок групата вижте Лайбах (група).
Любля̀на (на словенски: Ljubljana) е столицата на Словения. Разположена е в централната част на страната, близо до вливането на река Любляница в Сава. Населението на града към 2022 г. е 284 293 души. Символ на града е Люблянският дракон, изобразен на герба на Любляна, кацнал на върха на кулата на Люблянския замък, а на Драконовия мост (Zmajski most), пресичащ Любляница, има негова скулптура.

## История
От 1278 до 1918 г. градът е в пределите на Свещената римска империя. В този период името му е Лайбах (на немски: Laibach) и през 1821 там се провежда конгрес на Свещения съюз.
През 1861 г. Любляна придобива статут на главен град на провинция Кранска (позната и като Карниола), която става хабсбургската административна единица с най-силно представен словенски елемент. През последните десетилетия на XIX век Любляна започва да се оформя като средоточие на словенския политически живот. В края на XIX и началото на XX век градът претърпява мащабно преустройство. Промените са свързани отчасти с възстановяването след силно земетресение, нанесло значителни разрушения през април 1895 г. Направени са редица мащабни подобрения като благоустроени улици и площади, нови комунални услуги, електрификация и др. Този период се свързва с Иван Хрибар, който е един от най-успешните кметове на града.

## Административно деление
Любляна се състои от 17 окръга.

## Население
Населението на Любляна през 2012 година е 272 554 души, от тях 73% са словенци. По-голямата част от населението са католици, останалите са главно православни и мюсюлмани.

## Икономика
Любляна е развит промишлен град с развита машиностроителна, химическа, хранително-вкусова, кожухаро-обувна и полиграфическа промишленост.

## Култура

### Забележителности
- Люблянски замък

#### Християнски храмове
- Свети Никола
- Францисканска църква „Благовещение“
- Свети Петър
- Света Троица

## Спорт
Местни футболни отбори – „Олимпия Любляна“, „Интерблок Любляна“.

## Известни личности
Родени в Любляна
- Антон Ашкерц (1859 – 1912), поет
- Валтер Бонча (р. 1968), колоездач
- Виолета Булц (р. 1964), политик
- Деян Джерманович (р. 1988), футболист
- Маряна Държай (1936 – 2005), поп и джаз певица
- Славой Жижек (р. 1949), философ
- Андраж Кирм (р. 1984), футболист
- Лина Кудозович (р. 2002), певица
- Златан Любянкич (р. 1983), футболист
- Петра Майдич (р. 1979), ски бегачка
- Бруно Парма (р. 1941), шахматист
- Фриц Прегъл (1869 – 1930), австрийски химик
- Борис Премужич (р. 1968), колоездач
- Фран Рамовш (1890 – 1952), филолог
- Самир Ханданович (р. 1984), футболист
- Майда Сепе (1937 – 2006), певица и бивша манекенка
- Мирослав Хубмайер (1851 – 1910), революционер

Починали в Любляна
- Янез Франчишек Гнидовец (1873 – 1939), духовник
- Маряна Държай (1936 – 2005), поп и джаз певица
- Йохан Антон I фон Егенберг (1610 – 1649), австрийски благородник
- Ханс Улрих фон Егенберг (1568 – 1634), австрийски благородник
- Нико Жупанич (1876 – 1961), етнограф
- Едвард Коцбек (1904 – 1981), писател
- Себастиян Крел (1538 – 1567), писател
- Лудвиг Кюблер (1889 – 1947), германски офицер
- Албин Планинц (1944 – 2008), шахматист
- Фран Рамовш (1890 – 1952), филолог
- Майда Сепе (1937 – 2006), певица и бивша манекенка
- Йосип Броз Тито (1892 – 1980), политик
- Густав Фен (1892 – 1945), германски офицер
- Иван Цанкар (1876 – 1918), писател
- Томаж Шаламун (1941 – 2014), поет
- Луциян Мария Шкерянц (1900 – 1973), композитор
- Станислав Шкрабец (1844 – 1918), езиковед

## Други
На Любляна е наречена улица в кварталите „Овча купел“ и „Карпузица“ в София (Карта).

## Фотогалерия
- Изглед от Любляна
- Люблянският университет
- Любляна
- Изглед от Любляна
- Изглед към двора на Люблянския замък от наблюдателната му кула през 2016 г.